# Comuna La Crespa
La Crespa es una comuna perteneciente al Cantón Flavio Alfaro, de la provincia de Manabí en el Ecuador. Se encuentra en el límite entre los cantones de Flavio Alfaro y de El Carmen. Hasta el 2013 contaba con un aproximado de 510 habitantes. Sus coordenadas son 00°20'07.10"S y 79°45'34.70"W.
La Comuna La Crespa fue creada el 21 de diciembre de 2009 mediante el Acuerdo Ministerial número 020, agrupando varios sitios o recintos como son: El Achiote, La Línea, Palanca, Piojito, Teodomiro y Tres Caminos. Antes de ello, se la conocía como Sitio La Crespa. Es la cuarta comunidad en importancia del cantón, detrás de las parroquias rurales de Zapallo y Novillo, y la comuna La Codicia.

## Geografía
La Crespa es una cadena montañosa que es una derivación de la Cordillera de Jama, conocida también como "Tripa de Pollo". Gran parte del año esta zona pasa cubierta de neblina y por lo tanto húmeda, muestra de lo cual se observa a los árboles cubiertos de musgos. Su geomorfología está caracterizada por vertientes que condicionan el aprovechamiento del suelo. Para cruzar ese tramo de la vía se debe transitar 3,7 kilómetros, con peñas arborizadas por un costado y abismos por el otro, con vertientes de agua que en muchas ocasiones han originado deslaves, especialmente en la temporada invernal.

## Clima
Por estar ubicada en la zona climática conocida como tropical monzón, posee un clima cálido húmedo. Su temperatura promedio es de 26° centígrados. Generalmente presenta dos tipos de biomas: el bosque lluvioso tropical y los pastizales antrópicos, que influyen en el clima de la localidad. Su localización en la Cordillera Jama Coaque permite tener un clima cálido, con amaneceres y atardeceres marcados por la neblina, asemejándola a varios pueblos de la sierra ecuatoriana. Existen dos estaciones climáticas: invierno y verano.

## Origen del nombre
El origen del nombre La Crespa se remonta aproximadamente a 1964,en donde surgió este nombre de la broma que un día se hicieron Carlos Alberto Aray y Armando Acuria Mazamba (morador del sector). Cuando aún no existía la carretera, ambas personas terminaban de subir la pendiente con un costal de arroz sobre los hombros cada uno; en ese momento uno de ellos exclamó: “Ha sido duro subir esta loma”, a lo que el otro respondió en son de broma: “es más duro que trepar una crespa”, por no decir “cresta” en alusión a una mujer.
Aproximadamente en 1984, varias autoridades llegaron desde Santo Domingo con la finalidad de ver que nombre ponían al lugar, Armando Acuria les propuso La Crespa, por las montañas que lo circundan y El Consuelo, por lo fresco del ambiente; determinando ponerle el primero de los nombres. Por lo cual, el nombre La Crespa se institucionalizó.

## Presidentes de la Comuna
Hasta la actualidad ha habido cinco presidentes comunales. Los períodos de administración empiezan en diciembre y terminan en diciembre del siguiente año. Estos son:
| Presidentes de la Comuna La Crespa |                       |
| Período de gobierno                | Nombres               |
| 2009-2012                          | Pablo Tuárez Mera     |
| 2012-2014                          | Wilson García Cuadros |
| 2014-2019                          | Ángel Vélez Chávez    |
| 2019-2021                          | Marcelo Mazacón       |
| 2021-2022                          | Lesbia Aracely Acosta |
| 2022-2024                          | Marcelo Mazacón       |

## Terremoto del 16 de abril de 2016
El sábado 16 de abril de 2016, el noroeste de la costa ecuatoriana fue azotada por un terremoto de 7.8 en la escala de Richter afectando principalmente las provincias de Manabí y Esmeraldas. La Crespa resultó ser la comuna más afectada del cantón Flavio Alfaro, donde una niña de 3 años perdió la vida. Aproximadamente hubo 25 heridos, 28 casas desplomadas y 30 viviendas afectadas. En el lugar donde se encuentra la cancha permanecieron solo cuatro casas en pie, mostrando un ambiente desolador.
La Unidad Educativa Luzmila Arteaga de Andrade junto con la capilla del sector también resultaron afectadas de manera total. Debido al terremoto se registró un derrumbe en la vía a Chone que se restableció el lunes por la tarde. Se establecieron dos albergues temporales para acoger a los afectados; uno en el sitio Tres Caminos y el otro en Quiñónez.

### Ayuda
- El presidente de la República Rafael Correa junto al ministro de Deportes José Francisco Cevallos, recorrieron la zona afectada. Es la primera vez que un presidente visita La Crespa. Además, ofreció ayuda para los damnificados y para construir una unidad educativa del siglo XXI.[6] La inversión estatal para la reconstrucción de viviendas asciende a más de $483 millones, de las cuales se entregaron 16 casas para los damnificados en la comuna.[7] Además las familias acogientes recibieron ayuda económica.
- El árbitro Roddy Zambrano, oriundo de La Crespa puso un camión a disposición para llevar donaciones. La Asociación de Árbitros del Ecuador también colaboró con la iniciativa.[8]
- La Orden Dominicana distribuyó víveres a los damnificados en el albergue de Quiñónez.[9]
- Se distribuyeron donaciones por parte de la Fundación América Solidaria.[10]

## Fauna
La desaparición del bosque primario debido a la tala indiscriminada y la acción antropogénica del hombre, ha disminuido las especies que existían en este territorio. En esta zona de la costa ecuatoriana han desaparecido el jaguar, el lobo amarillo, el puma y los venados. Y muchas otras especies están a punto de desaparecer. Sin embargo, existe gran diversidad de especies que conviven en el lugar.